# Holconia flindersi
Holconia flindersi is een spinnensoort in de taxonomische indeling van de jachtkrabspinnen (Sparassidae).
Het dier behoort tot het geslacht Holconia. De wetenschappelijke naam van de soort werd voor het eerst geldig gepubliceerd in 1991 door Arthur Stanley Hirst.